# The International (Dota 2)

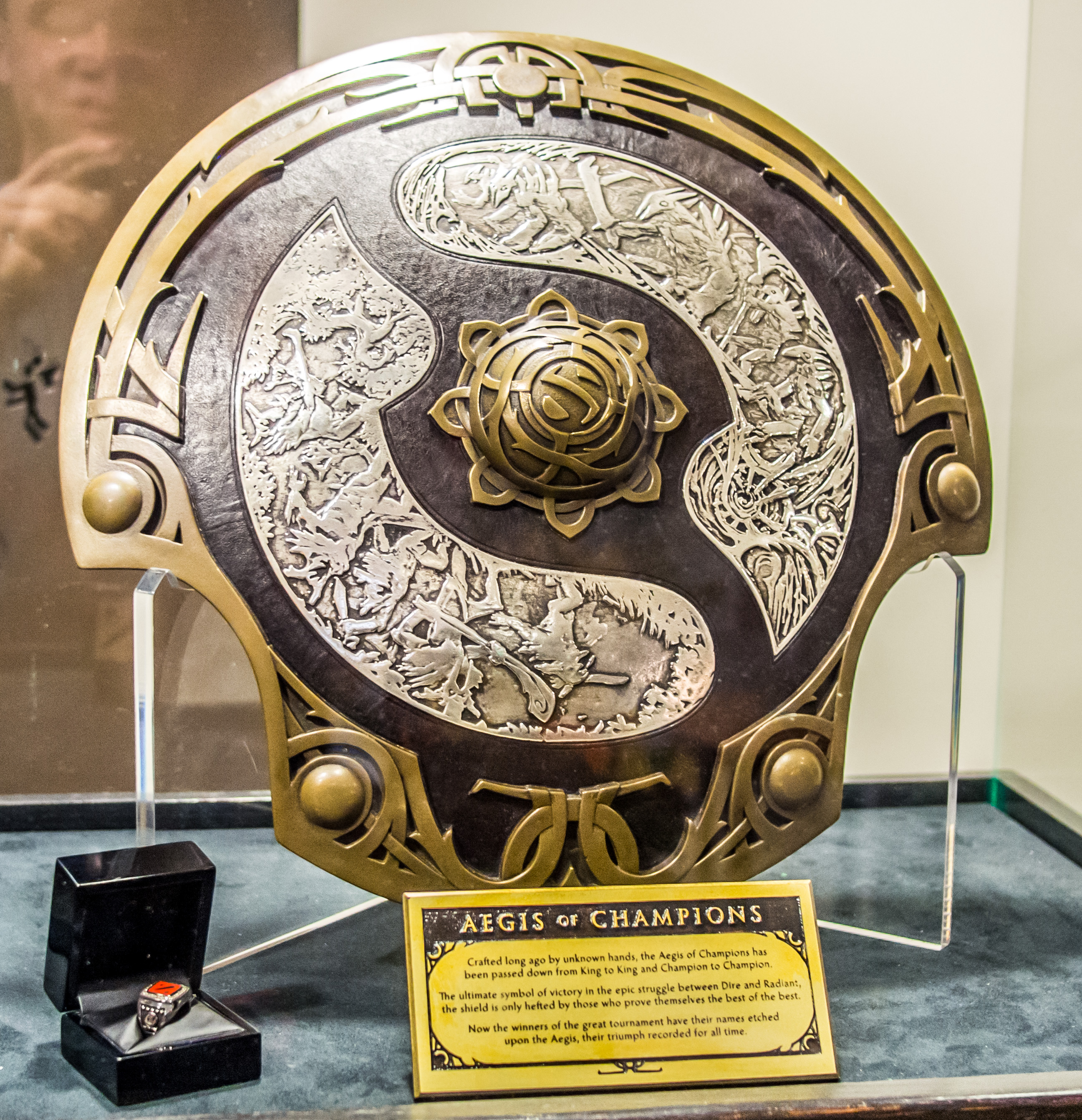
Chức vô địch thế giới Aegis of Champions.

The International (TI) là giải đấu thể thao điện tử Dota 2 hàng năm do công ty phát hành và phát triển Valve Corporation tổ chức. Giải đấu được lần đầu tổ chức tại Gamescom, Köln, Đức vào tháng 8 năm 2011, ngay sau khi Valve mua lại quyền sở hữu và phát triển trò chơi mod Defense of the Ancients (DotA) từ trò chơi World of Warcraft III. Kể từ đó, The International được tổ chức tại Seattle nơi đặt hội sở của Valve cho tới tận năm 2018.
Kể từ năm 2017, giải đấu quy tụ 18 đội chơi xuất sắc nhất mùa giải theo hệ thống tính điểm Dota Pro Circuit của Valve. Tiền thưởng của giải đấu chủ yếu được quyên góp theo hình thức crowdfunding trực tiếp từ người chơi thông qua sản phẩm "Compendium" phát hành thông qua trò chơi. Các nhà vô địch của giải đấu sẽ được nhận ngoài tiền thưởng là danh hiệu vô địch thế giới Aegis of Champions với tên được khắc ở mặt sau. Hệ thống DPC không còn được áp dụng từ mùa giải 2023–24.
Cho đến năm 2021, hàng năm The International luôn tự phá kỷ lục của chính mình để trở thành giải đấu thể thao điện tử có giá trị nhất. Sức thu hút và giá trị của giải đấu giảm dần từ năm 2022, đỉnh điểm với tổng giá trị giải thưởng chỉ có 2,6 triệu $ vào năm 2024 (tương đương còn khoảng 6,3 % so với năm 2021). Tính tới năm 2024, Puppey và Fly là các vận động viên tham dự nhiều kỳ The International nhất (11).

## Danh sách đội vô địch
| Năm  | Đội vô địch     | Tổng giá trị giải thưởng | Ngày                   | Nhà thi đấu                                               | Thành phố đăng cai     |
| ---- | --------------- | ------------------------ | ---------------------- | --------------------------------------------------------- | ---------------------- |
| 2011 | Natus Vincere   | 1.600.000 $              | 17–21 tháng 8          | Koelnmesse                                                | Köln, Đức              |
| 2012 | Invictus Gaming | 1.600.000 $              | 31 tháng 8 – 2 tháng 9 | Benaroya Hall                                             | Seattle, Hoa Kỳ        |
| 2013 | Alliance        | 2.874.380 $              | 7–11 tháng 8           | Benaroya Hall                                             | Seattle, Hoa Kỳ        |
| 2014 | Newbee          | 10.923.977 $             | 18–21 tháng 7          | KeyArena                                                  | Seattle, Hoa Kỳ        |
| 2015 | Evil Geniuses   | 18.429.613 $             | 3–6 tháng 8            | KeyArena                                                  | Seattle, Hoa Kỳ        |
| 2016 | Wings Gaming    | 20.770.460 $             | 3–13 tháng 8           | KeyArena                                                  | Seattle, Hoa Kỳ        |
| 2017 | Team Liquid     | 24.787.916 $             | 7–12 tháng 8           | KeyArena                                                  | Seattle, Hoa Kỳ        |
| 2018 | OG              | 25.532.177 $             | 20–25 tháng 8          | Rogers Arena                                              | Vancouver, Canada      |
| 2019 | OG              | 34.307.920 $             | 20–25 tháng 8          | Mercedes-Benz Arena                                       | Thượng Hải, Trung Quốc |
| 2021 | Team Spirit     | 40.018.195 $             | 7–17 tháng 10          | Arena Națională                                           | Bucharest, Romania     |
| 2022 | Tundra Esports  | 18.886.701 $             | 15–30 tháng 10         | Suntec Singapore và Sân vận động trong nhà Singapore      | Singapore              |
| 2023 | Team Spirit     | 3.146.369 $              | 12–29 tháng 10         | Seattle Convention Center's Summit & Climate Pledge Arena | Seattle, Hoa Kỳ        |
| 2024 | Team Liquid     | 2.563.967 $              | 4–15 tháng 9           | Royal Arena                                               | Copenhagen, Đan Mạch   |
| 2025 |                 |                          | 4–14 tháng 9           | Barclays Arena                                            | Hamburg, Đức           |

1. ↑  The International 10 được dự kiến tổ chức vào năm 2020 nhưng dời tới năm 2021 do Đại dịch COVID-19.
2. ↑  Thay đổi địa điểm từ Stockholm, Thụy Điển sang Bucarest, Romania sau khi chính phủ Thụy Điển từ chối tổ chức.[25]

## Lịch sử

### 2011

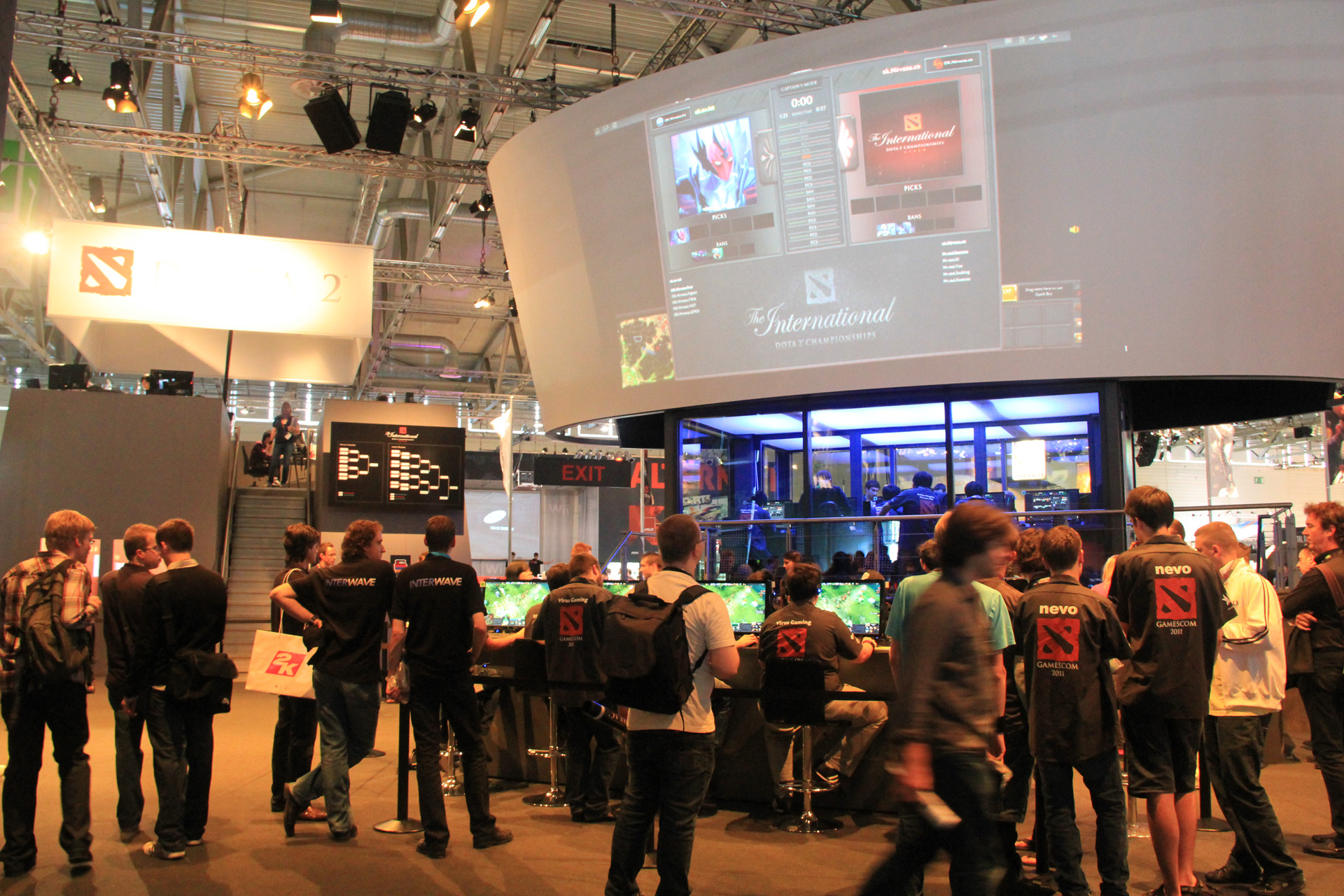
Khung cảnh The International 2011 tại Gamescom, Cologne.

Ngày 1 tháng 8 năm 2011, Valve Corporation công bố tổ chức giải đấu vô địch thể thao điện tử Dota 2 thế giới The International lần thứ nhất. 16 đội chơi nhận vé mời trực tiếp tham gia gia giải đấu với hệ thống chiếu trực tuyến 4 ngôn ngữ Anh, Trung, Đức và Nga. Đây cũng là giải đấu thể thao điện tử đầu tiên công chúng có thể mua vé tới xem trực tiếp. Kinh phí và tiền thưởng 1 triệu $ cho đội vô địch hoàn toàn do Valve cung cấp, bên cạnh Nvidia tài trợ thiết bị. Giải đấu diễn ra tại khu tổ hợp Gamescom, thuộc sân vận động Koelnmesse tại thành phố Koln, Đức từ ngày 17 tới ngày 21 tháng 8.
Giải đấu được tổ chức theo thể thức nhánh thắng – nhánh thua. Ở trận chung kết, đội Natus Vincere tới từ Ukraina đã đánh bại đội EHOME từ Trung Quốc với tỉ số 3-1. Á quân EHOME nhận phần thưởng trị giá 250.000 $.
Sự kiện này sau này được biên tập thành bộ phim tài liệu Free to Play, kể về cuộc đời ba ngôi sao của giải đấu là Benedict "hyhy" Lim, Danil "Dendi" Ishutin và Clinton "Fear" Loomis.

### 2012

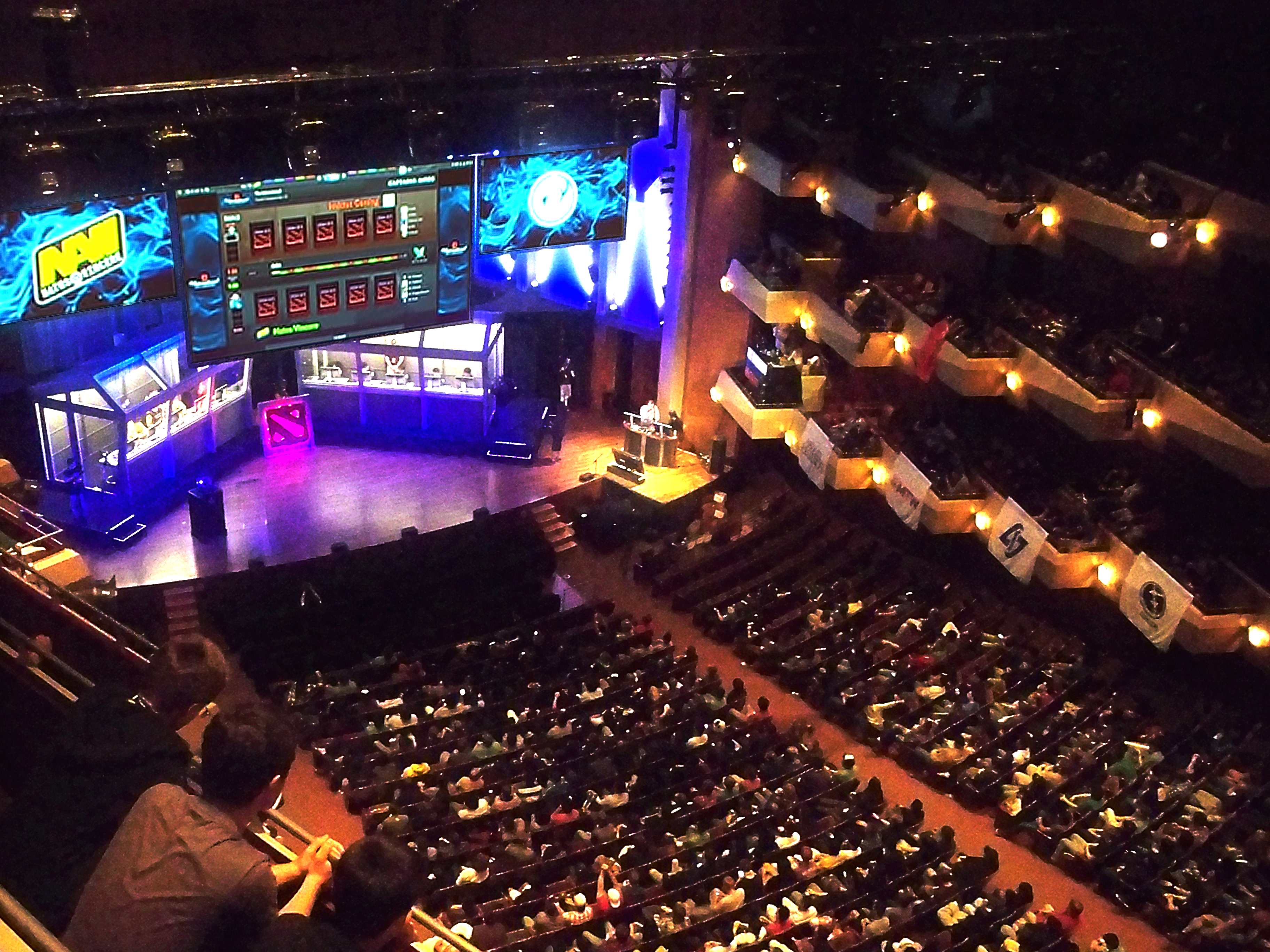
Trận chung kết The International 2012 tại Benaroya Hall, Seattle, Washington.

Giải vô địch thế giới The International 2012 được công bố vào tháng 5 tại sự kiện PAX Prime. Giải đấu được tổ chức tại nhà thi đấu Benaroya Hall tại Seattle từ ngày 31 tháng 8 tới ngày 2 tháng 9. Tổng giá trị giải thưởng vẫn được giữ nguyên ở mức 1,6 triệu $ với 1 triệu $ cho đội vô địch.
Ở trận chung kết, đội Invictus Gaming tới từ Trung Quốc đã đánh bại nhà đương kim vô địch Natus Vincere với tỉ số 3-1. Video tài liệu về giải đấu được Valve phát hành vào tháng 11 cùng năm với đầy đủ phỏng vấn và các sự kiện bên lề.

### 2013
Ngày 23 tháng 4 năm 2013, Valve thông báo chính thức về việc tổ chức lần thứ 3 giải vô địch thế giới The International. Giải đấu tiếp tục được tổ chức tại Benaroya Hall từ ngày 7–11 tháng 8. Đương kim vô địch Invictus Gaming là đội đầu tiên được nhận vé mời chính thức, tiếp theo là 12 đội chơi xuất sắc nhất trên toàn thế giới. 3 đội chơi còn lại là 3 đội giành chiến thắng trong các vòng loại khu vực và vòng loại trực tiếp trước thềm giải đấu.
Ngày 6 tháng 5, Valve lần đầu tiên giới thiệu giao diện "Compendium" trong trò chơi Dota 2. Người chơi trực tiếp mua các vật dụng và 1⁄4 số tiền sẽ được đóng góp vào tiền thưởng cho giải đấu, bên cạnh 1,6 triệu $ từ Valve. Với sản phẩm mới này, The International tiếp tục trở thành giải đấu thể thao điện tử giá trị nhất thế giới với tổng giá trị lên tới 2,8 triệu $, phá kỷ lục Giải vô địch thế giới Liên Minh Huyền Thoại vừa diễn ra trước đó không lâu. Người dẫn chương trình của đài KCPQ Kaci Aitchison được chọn làm trưởng ban tổ chức, kiêm nhiệm phụ trách bình luận và phỏng vấn trước và sau trận đấu. Hơn 1 triệu người đã theo dõi The International 2013 trên các ứng dụng trực tuyến như Twitch.tv.
Đội Natus Vincere lần thứ ba liên tiếp lọt vào trận chung kết, tuy nhiên họ đã để thua 3-2 trước đội Alliance tới từ Thụy Điển.

### 2014
The International 2014 được tổ chức tại nhà thi đấu Key Arena tại Seattle từ ngày 18–21 tháng 7. Ngoài 11 đội chơi nhận vé mời trực tiếp từ Valve, 5 đội chơi còn lại là các đội giành chiến thắng ở vòng loại khu vực và vòng loại trực tiếp trước thềm giải đấu. Toàn bộ vé theo dõi giải đấu tại Seattle được bán hết chỉ trong vòng 1 giờ. Giải đấu tiếp tục nhận tiền hỗ trợ từ cộng đồng, và phá vỡ giá trị giải thưởng với 10,9 triệu $. Sau giải đấu, 6 vận động viên Dota 2 đã trở thành những vận động viên thu nhập cao nhất lịch sử thể thao điện tử. Đây cũng là lần đầu tiên The International được truyền hình trực tiếp qua hệ thống của ESPN.
Ở trận chung kết toàn Trung Quốc đầu tiên, đội Newbee đã đánh bại đội Vici Gaming với tỉ số 3-1.

### 2015

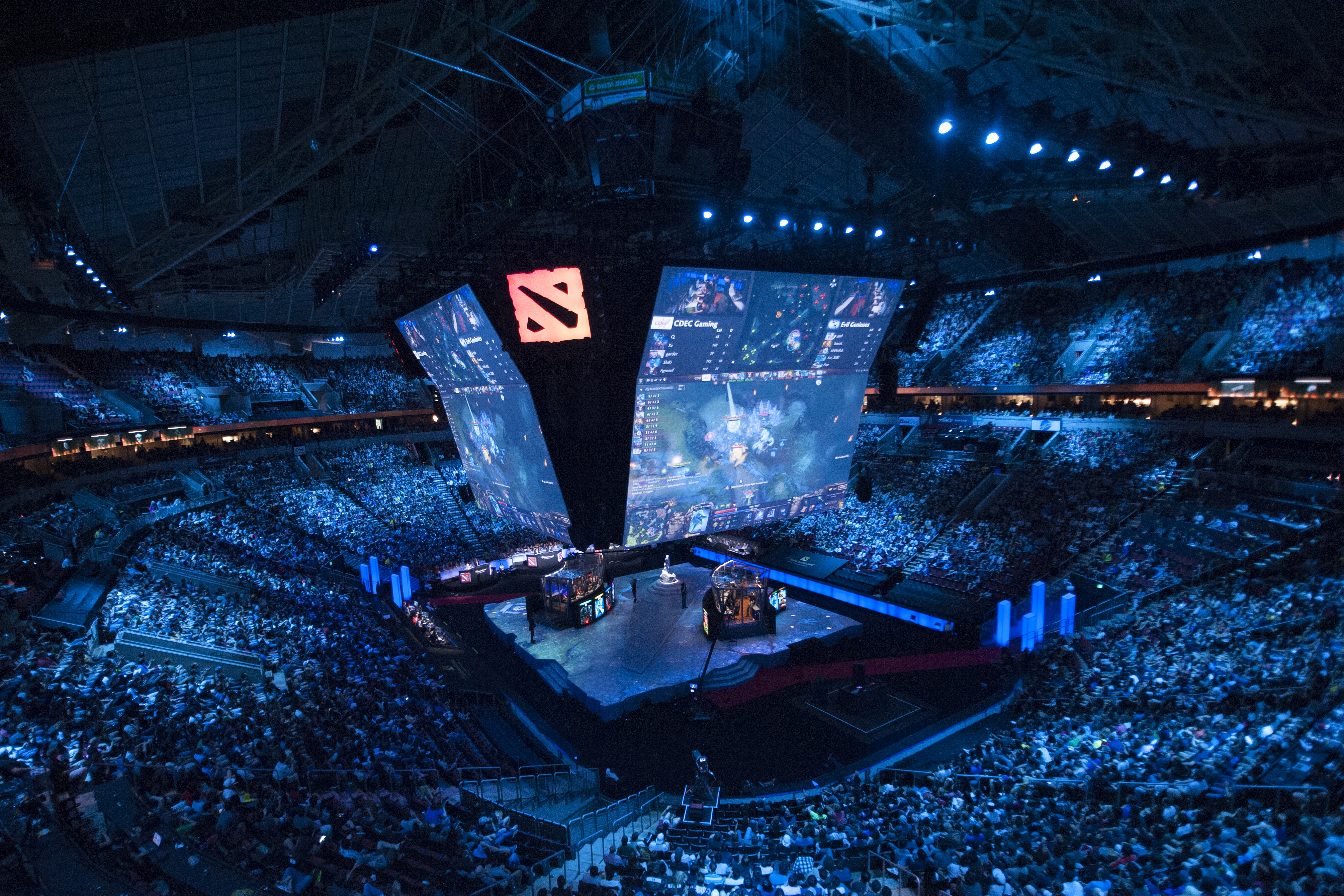
Trận chung kết The International 2015 tại KeyArena, Seatle.

The International 2015 tiếp tục được tổ chức tại nhà thi đấu KeyArena, từ ngày 3–6 tháng 8. Chi tiết giải đấu được Valve thông báo vào tháng 1, vé xem giải đấu được bày bán trực tuyến vào tháng 3 và bán hết sạch chỉ sau 5 phút.
"Compendium" đóng góp từ cộng đồng tiếp tục được Valve giới thiệu vào tháng 5, nâng tổng giá trị giải thưởng lên gần 18,5 triệu $, trở thành giải đấu thể thao điện tử giá trị nhất thế giới vào thời điểm đó. Đây cũng là giải đấu đầu tiên của Valve ghi nhận lỗi DDOS trong thời gian thi đấu, khiến giải đấu bị hoãn 3 tiếng so với lịch trình dự kiến.
Ở trận chung kết, đội Evil Geniuses từ Hoa Kỳ đã đánh bại đội CDEC Gaming với tỉ số 3-1, mang về chức vô địch cùng 6,6 triệu $ tiền thưởng.

### 2016

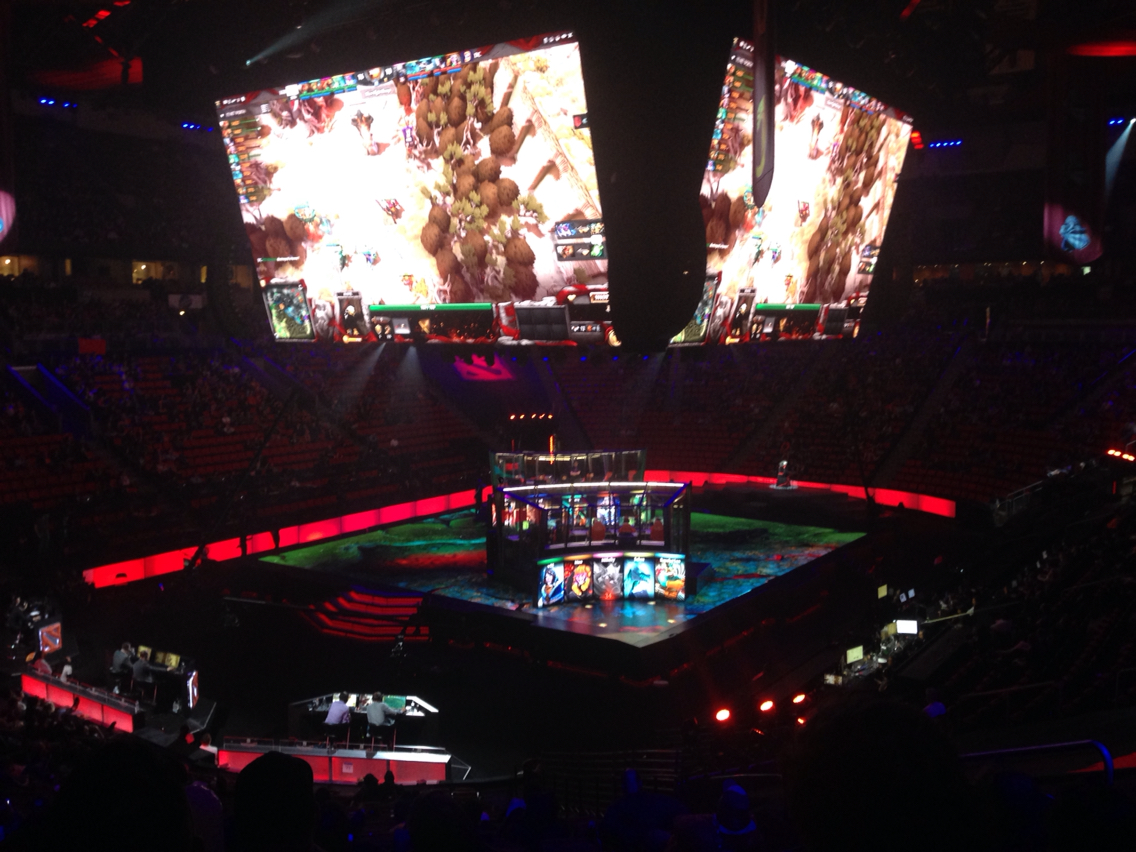
Trận đấu giữa LGD Gaming và Digital Chaos tại The International 2016.

KeyArena tiếp tục là địa điểm tổ chức The International 2016 từ ngày 3–13 tháng 8. Có 6 đội chơi được nhận vé mời trực tiếp từ Valve, bên cạnh 8 đội chơi khác vượt qua các vòng loại khu vực. 4 đội có thành tích tốt còn lại của các khu vực được tới tham dự thi đấu nhằm lấy 2 suất vé vớt của The International.
Valve tiếp tục kêu gọi góp vốn cộng đồng thông qua "Compendium", giúp tổng giá trị giải thưởng vượt ngưỡng 20 triệu $, tiếp tục phá kỷ lục giải đấu thể thao điện tử giá trị nhất lịch sử. Hai đội chơi bị đánh giá thấp và không có nhiều cổ động viên là Wings Gaming từ Trung Quốc và Digital Chaos từ Hoa Kỳ đã lọt vào tới trận chung kết và đội chơi Trung Quốc đã giành chiến thắng với tỷ số 3-1, bỏ túi hơn 9 triệu $ tiền thưởng. Đây được coi là một trong những mùa giải The International có nhiều người xem nhất và nhiều bất ngờ nhất lịch sử giải đấu.

### 2017
Mùa giải thể thao điện tử Dota 2 lần thứ 7 kết thúc với giải đấu The International diễn ra từ ngày 7 tới 12 tháng 8 tại KeyArena ở Seattle. 6 đội chơi được nhận vé mời trực tiếp từ Valve, trong khi 12 đội chơi còn lại là các đội thắng cuộc các vòng loại khu vực. Hình thức quyên góp tiền từ cộng đồng giúp tổng giá trị giải thưởng đạt gần 25 triệu $, tiếp tục phá kỷ lục giải đấu thể thao điện tử giá trị nhất.
Giải đấu đánh dấu nhiều sự kiện đặc biệt, trong đó có việc vận động viên Dendi thất bại trong trận đấu biểu diễn với trí tuệ nhân tạo của công ty OpenAI. Ngoài ra, bộ phim Eleague: Road To The International Dota 2 Championships đi theo hành trình của đội compLexity Gaming cũng được lên sóng truyền hình. Hai hero hoàn toàn mới cũng đã được giới thiệu. Đây cũng là lần đầu tiên Valve tổ chức cuộc thi hóa trang và phim ngắn về trò chơi và giới thiệu mod chơi bài mang tên Artifact.
Ở trận chung kết, đội chơi Team Liquid tới từ Châu Âu đã đánh bại 3-0 nhà vô địch năm 2014 NewBee và bỏ túi gần 11 triệu $ tiền thưởng. Toàn bộ quá trình chuẩn bị, thời gian thi đấu và hậu trường của trận chung kết này sau đó được Valve biên tập trong video tài liệu True Sight phát hành vào cuối tháng 9 năm 2017. Đây cũng là trận chung kết thu hút đông khán giả theo dõi trực tiếp nhất của The International tính tới thời điểm đó, với khoảng 400.000 người trên các nền tảng trực tuyến cùng hơn 15.000 cổ vũ tại KeyArena.

### 2018

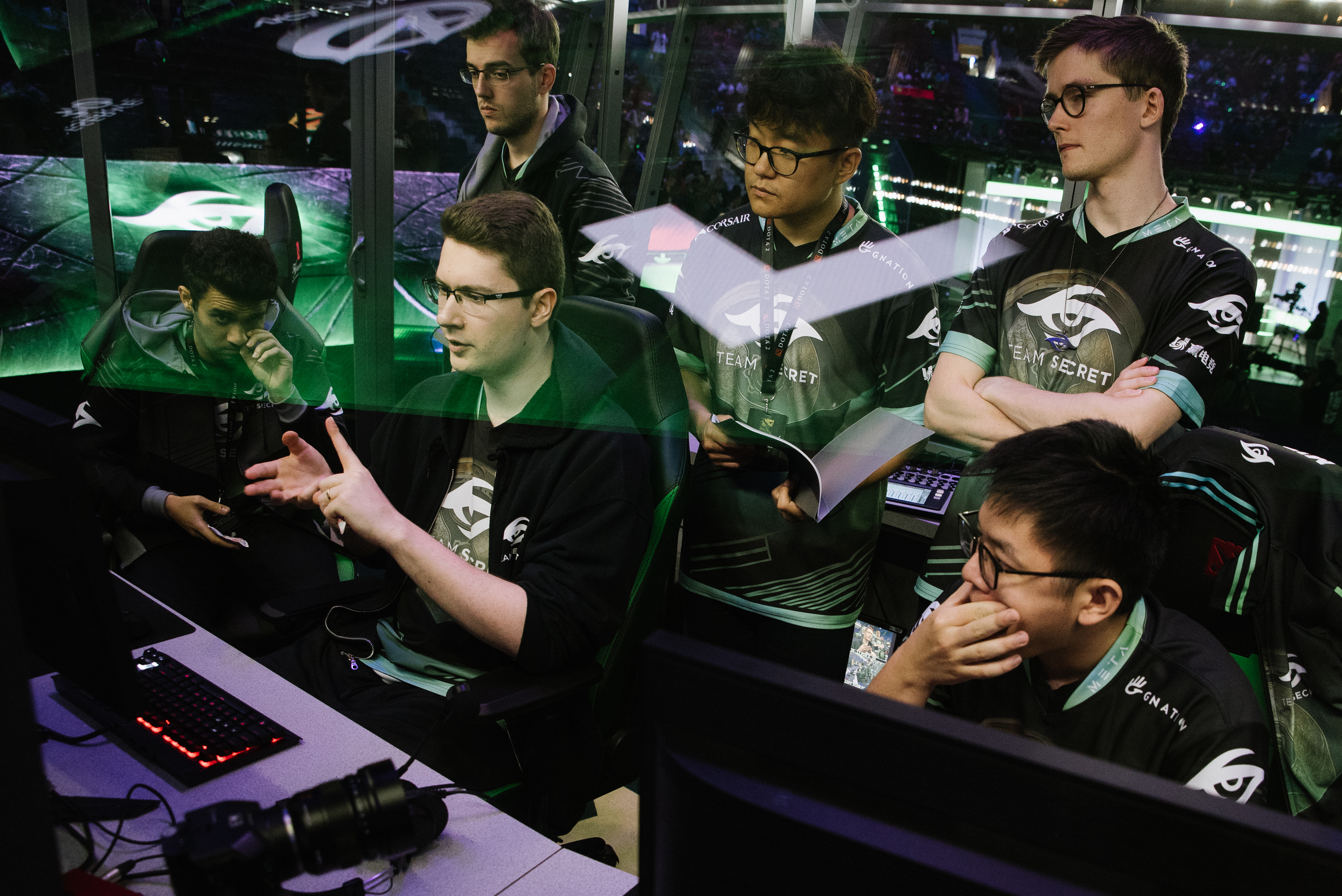
Đội Team Secret từ châu Âu tại The International 2018.

Sau 2 mùa giải bị chỉ trích về việc tổ chức thiếu minh bạch và rõ ràng đối với các giải lớn (Major) và nhỏ (Minor), Valve quyết định áp dụng vào mùa giải 2017–18 hệ thống Dota Pro Circuit (DPC) nhằm tạo nên bảng xếp hạng cuối năm cho các đội tham dự The International. Hệ thống được phỏng theo mô hình thành công của nội dung Counter-Strike: Global Offensive, cho phép các đơn vị ngoài Valve tham gia tổ chức các giải đấu chính thức trong năm. Theo đó mùa giải sẽ có 9 Major cùng 13 Minor. 8 đội điểm cao nhất sẽ được nhận vé mời thẳng tham dự The International 2018, 10 đội còn lại sẽ phải thi đấu qua vòng loại từng khu vực từ tháng 6.
The International 2018 lần đầu tiên được tổ chức tại thành phố Vancouver, Canada, từ ngày 20 tới 25 tháng 8. Giải đấu tiếp tục kêu gọi tiền đóng góp từ người chơi qua hệ thống Compendium, góp phần đưa tổng giá trị giải thưởng lên tới 25,5 triệu $, tiếp tục phá kỷ lục giải đấu thể thao điện tử lớn nhất lịch sử. Valve tiếp tục tổ chức nhiều cuộc thi và sự kiện đi kèm, bao gồm hoá trang và cuộc thi phim ngắn. Ngoài ra, ban tổ chức cũng cho khán giả xem trực tiếp hai trận đấu biểu diễn giữa 2 đội chuyên nghiệp (paiN Gaming và Big God) với đội 5 trí tuệ nhân tạo OpenAI Five. 2 hero hoàn toàn mới cũng đã được giới thiệu tại trận đấu biểu diễn All-Stars.
Toàn bộ các khán giả tới xem trận chung kết được nhận bản copy chính thức của trò chơi Artifact. Trận chung kết tại Rogers Arena là trận đấu đông khán giả nhất lịch sử The International với hơn 20.000 người tại sân vận động. Tổng cộng có 15 triệu người xem qua các nền tảng trực tuyến xuyên suốt giải đấu. Đội OG tới từ châu Âu đã giành chức vô địch sau khi đánh bại đội PSG.LGD từ Trung Quốc với tỉ số 3-2. Đây là kết quả bất ngờ khi đội OG sau một mùa giải yếu kém đã suýt tan rã trước khi giải đấu diễn ra, chỉ may mắn qua được vòng loại khu vực và không được coi là ứng cử viên vô địch của mùa giải. Hành trình vô địch giải đấu của đội OG được Valve thực hiện thành bộ phim tài liệu True Sight: The International 2018 Finals, được giới thiệu vào tháng 1 năm 2019.

### 2019

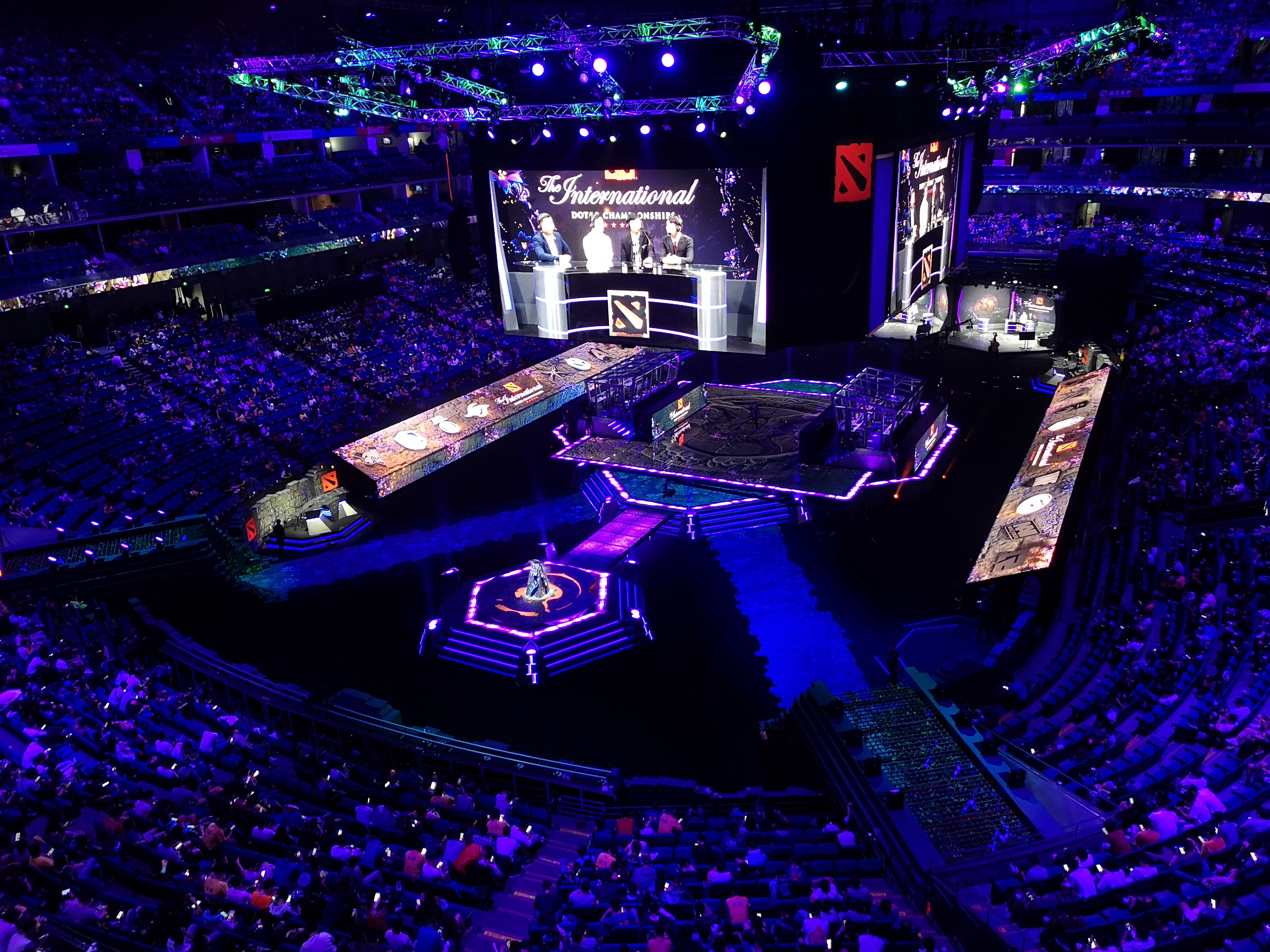
Khung cảnh trận chung kết The International 2019.

Giải đấu The International lần thứ 9 kết thúc mùa giải 2018–2019 được tổ chức từ ngày 20–25 tháng 8 tại thành phố Thượng Hải. Đây là giải vô địch thế giới Dota 2 thế giới đầu tiên được tổ chức tại châu Á. 12 đội đứng đầu bảng xếp hạng Dota Pro Circuit của năm nhận vé mời trực tiếp, cùng với 6 đội khác vượt qua vòng loại khu vực.
The International 2019 tiếp tục kêu gọi tiền thưởng thông qua hình thức kêu gọi tài trợ từ người chơi. Tổng giải thưởng giải đấu đạt 34,3 triệu $, tiếp tục phá kỷ lục giải đấu thể thao điện tử giá trị nhất thế giới, vượt qua kỷ lục 30 triệu $ mà Fortnite World Cup thiết lập trước đó vào tháng 7. Valve cũng duy trì các cuộc thi và sự kiện đi kèm, bao gồm hoá trang, cuộc thi phim ngắn, và trận đấu biểu diễn All-Stars với tiền thưởng tách biệt với hệ thống giải đấu chính thức. 2 hero hoàn toàn mới cũng đã được ra mắt trước thềm trận chung kết. Đây là giải đấu có lượng người xem nhiều nhất lịch sử Dota 2, đặc biệt trận chung kết đạt kỷ lục hơn 1,1 triệu người xem tại các ứng dụng trực tuyến.
Hai đội vô địch 2 mùa giải gần nhất là Team Liquid và OG đã vào chơi trận chung kết. OG trở thành đội đầu tiên bảo vệ thành công chức vô địch thế giới sau khi đánh bại Team Liquid với tỉ số 3-1 và bỏ túi 15 triệu $. Đặc biệt hơn, đội hình 5-người của OG mùa giải 2019 cũng chính là đội hình vô địch năm 2018. Bộ phim tài liệu True Sight: The International 2019 được Valve giới thiệu vào tháng 1 năm 2020.

### 2020
Ngay sau trận chung kết The International 2019, Valve đã cho biết địa điểm tổ chức của The International thứ 10 năm 2020 tại Stockholm, Thụy Điển. Theo kế hoạch công bố vào tháng 12 năm 2019, giải đấu sẽ diễn ra từ ngày 18 tới 23 tháng 8 trên sân vận động Avicii Arena.
Tuy nhiên, đại dịch COVID-19 bùng phát và lan ra toàn thế giới khiến toàn bộ kế hoạch của Valve phải thay đổi. Cuối tháng 4 năm 2020, ban tổ chức chính thức tuyên bố kỳ The International thứ 10 sẽ bị lùi tới năm 2021 vì những lý do an toàn sức khỏe. Hệ thống điểm Dota Pro Circuit mùa giải 2019–20 sẽ bị hủy bỏ và 25% tiền thưởng từ mùa giải sẽ dồn sang mùa giải tiếp theo. Cuối tháng 5, Valve giới thiệu "Compendium" đặc biệt của mùa giải The International tương tự với các phiên bản trước. Mùa giải DPC mới dự kiến sẽ bắt đầu vào mùa thu 2020 với các giải đấu online.

### 2021
Tháng 10 năm 2020, Valve giới thiệu mùa giải DPC mới theo phiên bản rút gọn, nhằm đảm bảo có thể tổ chức kịp The International 10 vào tháng 8 năm 2021. Theo đó, mùa giải sẽ chia làm 2 giai đoạn, tương ứng với hai giải Major lớn của năm. Valve áp dụng hình thức vòng đấu bảng khu vực, theo đó 6 khu vực lớn trên thế giới sẽ thi đấu vòng tròn, từ đó tính điểm 12 đội đứng đầu DPC để thi đấu tại The International. Các đội còn lại sẽ phải thi đấu vòng loại khu vực để chọn 6 suất cuối cùng của The International 10.
Bất ngờ xảy ra vào giữa tháng 6 năm 2021 khi làn sóng COVID-19 thứ ba tấn công Thụy Điển. Chính phủ nước này từ chối công nhận thể thao điện tử là một môn thể thao, vậy nên các giải đấu quốc tế sẽ không được phép tổ chức do vi phạm quy định cách li và giãn cách xã hội. Đầu tháng 7 năm 2021, Valve thông báo dời giải đấu tới sân vận động Arena Națională ở Bucharest, Romania từ ngày 7 đến ngày 17 tháng 10, tuy nhiên không có khán giả theo dõi trực tiếp. Tổng giải thưởng được dồn lên hơn 40 triệu $, tiếp tục là giải đấu thể thao điện tử có tiền thưởng cao nhất lịch sử. Team Spirit đã đánh bại đại diện Trung Quốc PSG.LGD với tỷ số 3-2 và lên ngôi vô địch, mang về 18,2 triệu $. Đây là đội đầu tiên trong lịch sử The International vô địch giải đấu mà phải thi đấu tranh vé vớt vòng loại (trước đó CDEC Gaming từng vào chung kết năm 2015). Bộ phim tài liệu True Sight: The International 2021 sau đó được Valve công bố vào tháng 9 năm 2022.

### 2022
Tương tự với mùa giải 2021, mùa giải DPC 2022 được khởi tranh vào cuối tháng 11 năm 2021 với 6 khu vực, nhưng mở rộng thành 3 vòng đấu khác nhau, xen kẽ là 2 giải đấu lớn Majors là ESL One Stockholm và PGL Arlington. 12 đội có điểm số cao nhất bảng xếp hạng DPC cuối năm, cùng 6 đội nhất bảng đấu từng khu vực sẽ có vé mời thẳng tới The International. Tất cả các đội nhì bảng của từng khu vực sẽ tranh tài vòng Last Chance Qualifiers để chọn ra 2 đội cuối cùng thi đấu tại The International 2022.
Cuối tháng 5 năm 2022, Valve công bố Singapore là địa điểm tổ chức The International 2022. Đây là lần đầu tiên Đông Nam Á được lựa chọn để tổ chức sự kiện này. Cũng như mọi năm, Valve cũng công bố đóng góp 1.600.000 $ vào quỹ tiền thưởng, và kêu gọi người chơi toàn thế giới đóng góp qua hình thức "Compendium" truyền thống. Trái với dự đoán, "Compendium" thất bại và chỉ mang về thêm chưa đến 17 triệu $, khiến Dota 2 mất vị thế là trò chơi điện tử có quỹ giải thưởng lớn nhất thế giới. Tổng giá trị giải thưởng 18,9 triệu $ cũng là con số thấp nhất của The International tính từ mùa giải 2015. Tại trận chung kết toàn châu Âu, Tundra đã đánh bại Team Secret với tỉ số 3-0 và mang về 8,4 triệu $ tiền thưởng. Trong một diễn biến bất ngờ, Valve tuyên bố không thực hiện bộ phim tài liệu truyền thống của giải đấu True Sight.

### 2023
Valve có một số điều chỉnh cho hệ thống Dota Pro Circuit mùa giải 2022–23, trong đó có việc rút ngắn thời gian thi đấu tính điểm lên/xuống hạng từ 6 còn 3 tuần, cũng như linh hoạt hơn trong các vấn đề thay đổi nhân sự của các đội. Chỉ có 3 Major trong năm là Bali (mùa đông), ESL One Berlin (mùa xuân) và Lima (mùa hè). Tuy nhiên, hệ thống tính điểm bị chỉ trích dữ dội khiến đội vô địch cả 3 Major là Gaimin Gladiators lại có điểm số thấp hơn cả đội đã thua họ cả 3 trận chung kết là Team Liquid. Việc tính lại toàn bộ điểm số sau khi kết thúc mỗi Major cũng khiến chênh lệch giữa các đội ngày một lớn.
Sau 6 năm, The International mới quay trở lại Mỹ và được tổ chức vào giữa tháng 10. Bên cạnh đó, dưới làn sóng chỉ trích chất lượng "Compendium" năm 2022 quá tệ, Valve tuyên bố khai tử mô hình này vào tháng 6 năm 2023. Chỉ 2 tuần trước khi khai mạc giải đấu, Valve mới tung ra một sự kiện nhỏ cho The International để đóng góp tiền thưởng cho các đội chơi. Chất lượng cực thấp của sự kiện nhỏ này khiến người chơi không ủng hộ, làm cho quỹ tiền thưởng của The International rơi xuống thấp kỷ lục đạt 3,1 triệu $, chỉ nhỉnh hơn một chút so với giải đấu 10 năm trước vào năm 2013.
Tại trận chung kết, đội chơi có thành tích tốt nhất mùa giải 2022–23 Gaimin Gladiators đã thua 3-0 trước nhà vô địch năm 2021 Team Spirit. Team Spirit là tổ chức thứ 2 sau OG có được 2 chức vô địch The International.

### 2024
Ngay sau The International 2023, Valve tuyên bố sẽ từ bỏ hệ thống tính điểm Dota Pro Circuit (DPC) và The International 2024 sẽ chỉ có 16 đội thi đấu. Mùa giải 2023–24 sẽ được tổ chức tương tự với giai đoạn trước DPC, khi Valve chỉ hỗ trợ các doanh nghiệp tổ chức hệ thống giải đấu quanh năm. Kết quả thi đấu sẽ được ghi nhận và Valve sẽ công bố 6 đội nhận được thư mời thi đấu tại TI13. Các đội còn lại sẽ phải thi đấu vòng loại tại 6 khu vục bắt đầu từ cuối tháng 7, để lấy 10 suất cuối cùng. The International 2024 cũng sẽ quay trở lại thể thức thi đấu cũ với nhánh thua - nhánh thắng, tương tự với mùa giải 2016.
Tháng 3 năm 2024, Copenhagen của Đan Mạch được lựa chọn là địa điểm tổ chức TI3. Ngay trước thềm vòng đấu loại khu vực, Valve công bố kế hoạch từ bỏ The International trong vai trò ban tổ chức sau mùa giải 2024. Kể từ mùa giải tiếp theo năm 2025, PGL sẽ là đơn vị khai thác giải đấu này.
Tương tự mùa giải trước, Valve chỉ giới thiệu một sự kiện nhỏ cho The International 2024 để ủng hộ tiền thưởng cho các đội chơi. Ngoài 1,6 triệu $ từ Valve, tổng giải thưởng của giải đấu chỉ vỏn vẹn 2.563.967 $ với hơn 1,1 triệu $ dành cho nhà vô địch, khiến đây là mùa giải The International thấp kỷ lục trong lịch sử.
Tại trận chung kết toàn châu Âu, Team Liquid đã đánh bại đương kim á quân Gaimin Gladiators với tỉ số 3-0. Team Liquid là tổ chức thứ 3 sau OG và Team Spirit có được 2 chức vô địch The International, tuy nhiên Team Liquid là đội đầu tiên vô địch với 2 đội hình hoàn toàn khác nhau.

## Đại sảnh Danh vọng Dota 2
Dota 2 Hall of Fame do Valve chính thức ghi danh 5 thành viên của đội giành chức vô địch The International. Kể từ khi The International được bán dưới dạng "Compendium" vào năm 2013, tên của 5 thành viên được khắc tại "Tấm khiên bất tử" (Aegis of Champions) – tượng trưng cho Cúp vô địch – và vinh danh trong nội dung trò chơi.
| #  | Năm                    | Đội             | Thành viên 1                  | Thành viên 2                        | Thành viên 3                          | Thành viên 4                       | Thành viên 5                       |
| -- | ---------------------- | --------------- | ----------------------------- | ----------------------------------- | ------------------------------------- | ---------------------------------- | ---------------------------------- |
| 1  | The International 2011 | Natus Vincere   | Alexander "XBOCT" Dashkevich  | Ivan "ArtStyle" Antonov (C)         | Danil "Dendi" Ishutin                 | Dmitriy "LighTofHeaveN" Kupriyanov | Clement "Puppey" Ivanov            |
| 2  | The International 2012 | Invictus Gaming | Chen "Zhou" Yao (C)           | Fei Chi "Ferrari 430" Luo           | Jiang "YYF" Cen                       | Wong "ChuaN" Hock Chuan            | Zeng "Faith" Hongda                |
| 3  | The International 2013 | Alliance        | Jonathan "LodA" Berg          | Gustav "s4" Magnusson (C)           | Henrik "AdmiralBulldog" Ahnberg       | Joakim "Akke" Akterhall            | Jerry "EGM" Lundkvist              |
| 4  | The International 2014 | NewBee          | Chen "Hao" Zhihao             | Zhang "Mu" Pan                      | Zhang "xiao8" Ning (C)                | Wang "Banana" Jiao                 | Wang "SanSheng" Zhaohui            |
| 5  | The International 2015 | Evil Geniuses   | Clinton "Fear" Loomis         | Syed Sumail "Suma1L" Hassan         | Saahil "UNiVeRsE" Arora               | Kurtis "Aui_2000" Ling             | Peter "ppd" Dager (C)              |
| 6  | The International 2016 | Wings Gaming    | Chu "Shadow" Zeyu             | Zhou "bLink" Yang                   | Zhang "Faith_Bian" Ruida              | Zhang "y`Innocence" Yiping (C)     | Li "iceice" Peng                   |
| 7  | The International 2017 | Team Liquid     | Lasse "MATUMBAMAN" Urpalainen | Amer "Miracle–" Al-Barkawi          | Ivan Borislavov "MinD_ContRoL" Ivanov | Maroun "GH" Merhej                 | Kuro "KuroKy" Salehi Takhasomi (C) |
| 8  | The International 2018 | OG              | Anathan "ana" Pham            | Topias Miikka "Topson" Taavitsainen | Sébastien "Ceb" Debs                  | Jesse "JerAx" Vainikka             | Johan "N0tail" Sundstein (C)       |
| 9  | The International 2019 | OG (2)          | Anathan "ana" Pham            | Topias Miikka "Topson" Taavitsainen | Sébastien "Ceb" Debs                  | Jesse "JerAx" Vainikka             | Johan "N0tail" Sundstein (C)       |
| 10 | The International 2021 | Team Spirit     | Illya "Yatoro" Mulyarchuk     | Alexander "TORONTOTOKYO" Khertek    | Magomed "Collapse" Khalilov           | Miroslaw "Mira" Kolpakov           | Yaroslav "Miposhka" Naidenov (C)   |
| 11 | The International 2022 | Tundra Esports  | Oliver "skiter" Lepko         | Leon "Nine" Kirilin                 | Neta "33" Shapira                     | Martin "Saksa" Sazdov              | Wu "Sneyking" Jingjun (C)          |
| 12 | The International 2023 | Team Spirit (2) | Illya "Yatoro" Mulyarchuk     | Denis "Larl" Sigitov                | Magomed "Collapse" Khalilov           | Miroslaw "Mira" Kolpakov           | Yaroslav "Miposhka" Naidenov (C)   |
| 13 | The International 2024 | Team Liquid (2) | Michael "miCKe" Vu            | Michał "Nisha" Jankowski            | Neta "33" Shapira (C)                 | Samuel "Boxi" Svahn                | Aydin "Insania" Sarkohi            |

* Chú thích:
1. Thứ tự thành viên được ghi theo trò chơi trong thời gian diễn ra The International; tên trong ngoặc kép và in đậm là tên mà người chơi sử dụng; (C) là đội trưởng.
2. The International 2020 không được tổ chức vì Đại dịch COVID-19.